# Semnopithecus
Semnopithecus es un género de primates catarrinos de la familia Cercopithecidae, conocidos con el nombre común de langures grises.
Todas las especies reconocidas actualmente se agrupaban como subespecies de Semnopithecus entellus. En 2001, se sugirió que varias de estas subespecies podrían ser reconocidas como especies propiamente dichas, quedando el género integrado por siete especies.
Sus especies son muy terrestres, habitando áreas boscosas del subcontinente Indio. Cuando solo se tenía el registro de una especie, se conocía al grupo como el de los «langures de Jánuman», haciendo referencia al vánara (hombre mono) Jánuman, de la mitología hindú, cuya epopeya hace referencia al taxón explicando su origen según la doctrina religiosa. En Sri Lanka es conocido como Wanderoo.

## Características

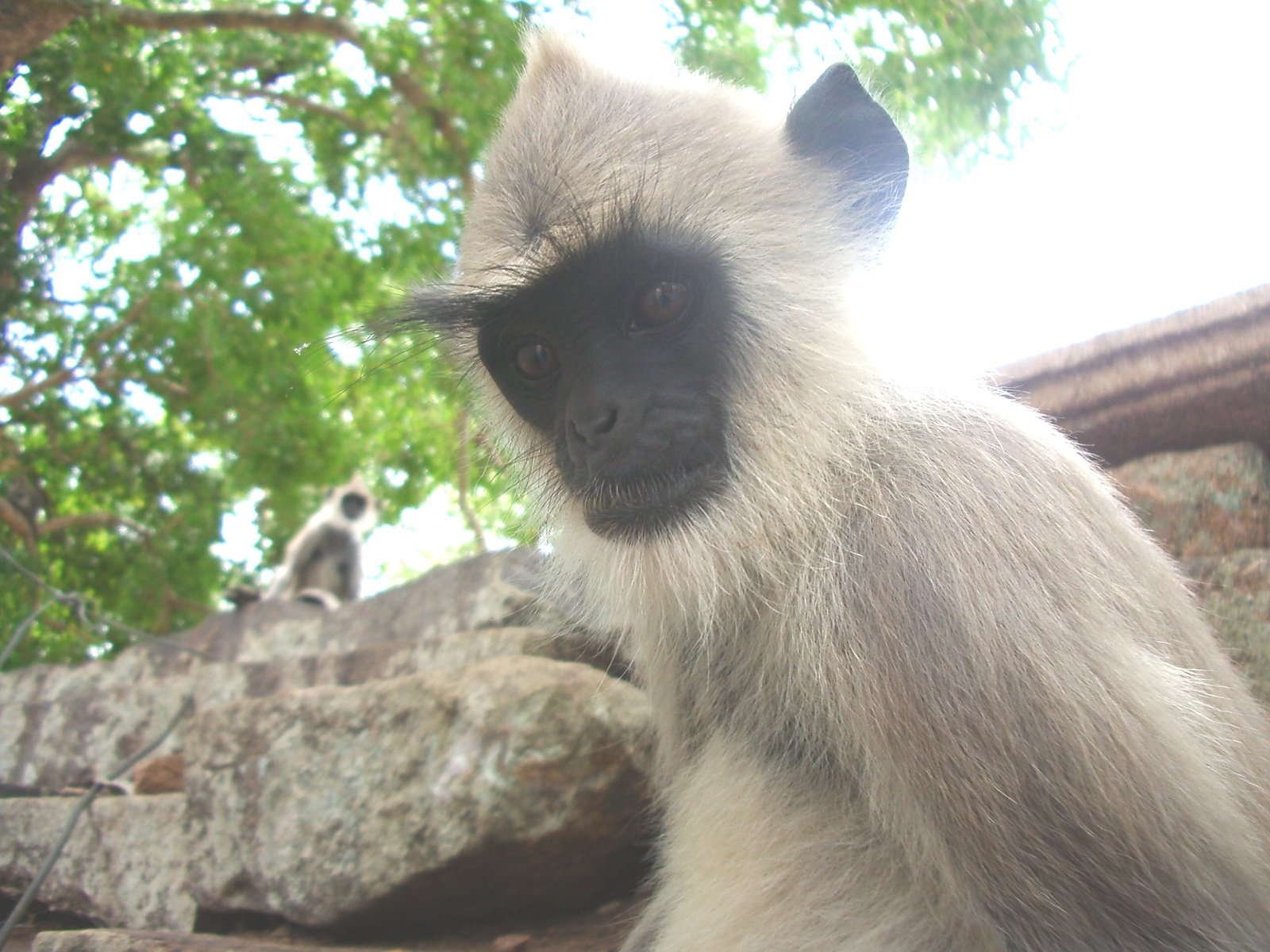
Aspecto de la parte superior del cuerpo, Sri Lanka.

Los langures grises son principalmente grises (algunos son amarillentos), con orejas y cara de color negro. En su aspecto las diferentes especies difieren en el grado de pigmentación de las manos y pies, el color del pelaje y la presencia o ausencia de cresta. Dependiendo de la especie, también existe variabilidad importante con respecto al tamaño, pero el tamaño más usual registra una longitud corporal de 75 cm para los machos y 65 cm para las hembras. La longitud de la cola en todas las especies es mayor que la longitud del cuerpo. En general los langures grises al sur de su área de distribución son más pequeños que los ubicados al norte. El espécimen más pesado del cual se tiene registro fue un macho de 26,5 kg de la especie Semnopithecus schistaceus.
Estos langures se desplazan principalmente en cuatro extremidades y pasan la mitad del tiempo en el suelo y la otra mitad en los árboles. También pueden ejecutar saltos en posición bípeda, trepar y descender con el cuerpo erguido y saltar entre las ramas. Pueden saltar de 3,7 a 4,6 m en forma horizontal y 10,7 a 12,2 m en saltos descendentes.

## Dieta
Semnopithecus es un género de herbívoros, que se alimentan de hojas, frutas y flores. La dieta, no obstante, varía según la estación del año, dependiendo de la disponibilidad de los alimentos. Por ejemplo, los meses invernales no aportan demasiadas hojas verdes, y, en cambio, durante el verano, especialmente antes del monzón, el  frugivorismo es la pauta dominante.
Como complemento altamente proteínico Semnopithecus ingiere pequeños insectos, cuya relevancia en la dieta puede alcanzar la cuarta parte del total en algunos meses. Además, su sistema digestivo puede procesar corteza, gomas y otros elementos vegetales, muy ricos en polisacáridos complejos.

## Comportamiento

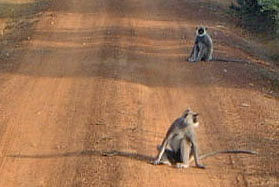
Dos individuos en su medio natural, Sri Lanka.

Se trata de animales diurnos muy terrestres, a diferencia de sus congéneres colobinos: de hecho, aunque duermen en el dosel arbóreo, suelen caminar a ras de suelo durante buena parte del día.
Viven en grupos de tamaño medio a grande, generalmente jerarquizados y dirigidos por un macho alfa, dominante, por tanto. Los machos no alcanzan dicho estatus hasta una edad media de tres años. Los juveniles, machos adolescentes, son expulsados del grupo con cierta frecuencia, en grupos definidos por la cohorte. Dichos grupos pueden alejarse del grupo principal o intentar regresar a él, con el consiguiente enfrentamiento con el macho dominante y la posible entronización de uno nuevo. Si esto sucede, las crías descendientes del anterior líder son asesinadas para que las hembras entren nuevamente en celo, con objeto de que el nuevo macho alfa las insemine y garantice la permanencia de sus genes en la población.
Si bien el ataque contra el macho alfa por parte de los adolescentes es masivo, pues pelea toda la cohorte contra él, la unicidad del eslabón más alto en la jerarquía provoca nuevos enfrentamientos en la cohorte que conducen a la muerte de buena parte de ella.[cita requerida]

## Taxonomía
El género posee ocho especies:
- Semnopithecus ajax
- Semnopithecus dussumieri
- Semnopithecus entellus
- Semnopithecus hector
- Semnopithecus hypoleucos
- Semnopithecus priam
- Semnopithecus schistaceus
- Semnopithecus vetulus[5]